# Terraguelt
Terraguelt est une commune de la wilaya de Souk Ahras en Algérie.

## Toponymie
Peut être du tamazight rgl ⵔⴳⵍ  [rgl] , Terraguelt place fermée.

## Géographie

### Situation
Le territoire de la commune de Terraguelt se situe au sud-ouest de la wilaya de Souk Ahras.
| Safel El Ouiden             | Safel El Ouiden, Oum El Adhaim | Oum El Adhaim               |
| Safel El Ouiden             | Terraguelt                     | Oum El Adhaim               |
| ? (Wilaya d'Oum El Bouaghi) | ? (Wilaya d'Oum El Bouaghi)    | ? (Wilaya d'Oum El Bouaghi) |

### Localités de la commune
La commune de Terraguelt est composée de vingt-quatre localités :
- Aïn Gourmatt
- Baria Khden
- Charbi Ogla
- Chergui El Bier
- Chergui El Hofra
- Chergui El Ogla
- Djabria Menchir Hadj Elaïche
- Djataoua
- Draa Snober Sofi
- El Babouche
- El Hassi
- El Khenga
- Gabel El Kebarit Jataoua
- Gabel El M'Zara
- Gabel R'mayet
- Ghrabi Bier
- Henchir Ali Ben Mohamed
- Henchir Belfetni
- Jouamaa
- Quentra
- R'Mayet El Babouche
- Ras Trouch
- Rebta El Bayda
- Safel Hamadja